# Enrique Díaz de León
Enrique Díaz de León Díaz de León (Ojuelos, Jalisco, 26 de septiembre de 1890 - Ciudad de México, 28 de diciembre de 1937) fue uno de los más importantes reformadores de la educación de Jalisco y primer Rector de la Universidad de Guadalajara, una vez que esta institución fue refundada al término de la Revolución mexicana. 

## Primeros años y estudios
Nació en Cerrito de Dolores, en la jurisdicción de la parroquia de Ojuelos, Jalisco el 26 de septiembre de 1891, siendo el sexto hijo del matrimonio del licenciado don Francisco Díaz de León, abogado y de doña Rosa María Díaz de León. Realizó sus estudios superiores en el Seminario Conciliar de San José y posteriormente en el Liceo de Varones del Estado (denominación que recibía la institución que posteriormente tomaría el nombre de Universidad de Guadalajara).

## Carrera
Político de izquierda y educador, fue director de la Biblioteca Pública del Estado de Jalisco, director de la Escuela Preparatoria de Jalisco y de la Escuela Politécnica de Jalisco. También destacó en el ámbito político habiendo sido electo diputado local y federal. Destacó como poeta, orador e ideólogo de izquierda. Su liderazgo fue elemento clave en el proceso que culminó en el restablecimiento de la Universidad de Guadalajara después de haber estado clausurada desde 1860. Una vez que el Congreso del Estado de Jalisco aprobara la fundación de la Universidad de Guadalajara con su nueva estructura orgánica en 1925, Enrique Díaz de León fue elegido como su Primer Rector. 
Durante este periodo se eligió el lema universitario "Piensa y Trabaja" y se elaboraron los diferentes reglamentos operativos de las dependencias universitarias.
Ocupó por segunda vez la Rectoría entre abril de 1927 y septiembre de 1928. En su segundo periodo rectoral, se terminó de consolidar la normatividad institucional, incluyendo la discusión y aprobación del Reglamento General de la Universidad y la adecuación de planes de estudios, lo cual implicó la modificación de la Ley Orgánica de la Universidad. 
Falleció en 1937 siendo presidente del Consejo Nacional de la Educación Superior y de la Investigación Científica (CNESIC), antecedente directo del Consejo Nacional de Ciencia y Tecnología (Conacyt). El día de hoy su estatua se ubica en la calle poniente del Edificio de la Rectoría General de la Universidad de Guadalajara, misma que lleva su nombre. También es el estandarte de una universidad privada de Guadalajara.

## Distinciones
Caballero de la Orden de las Palmas Académicas (1932).

## Para consultas adicionales
- Listado de Rectores de la Universidad de Guadalajara.
- Periodos históricos de la Universidad de Guadalajara.

- Datos: Q5833234